# داگلاس ویلسون (الهیات‌شناس)
داگلاس ویلسون (انگلیسی: Douglas Wilson؛ زادهٔ ۱۸ ژوئن ۱۹۵۳) یک کالوینیسم و کشیش  مسیحیت انجیلی ات),  در کلیسای مسیح در مسکو، آیداهو در آمریکا است.
از فیلم‌ها یا برنامه‌های تلویزیونی که وی در آن نقش داشته‌است می‌توان به برخورد اشاره کرد.